# 이민준 (아나운서)
이민준(1990년 6월 19일 ~ )은 대한민국의 TBS 교통방송 아나운서다.

## 학력
- 성균관대학교 신문방송학